# کودکان وحشتناک (فیلم)
کودکان وحشتناک (فرانسوی: Les Enfants Terribles‎) یک فیلم درام رمانتیک به کارگردانی ژان-پیر ملویل محصول سال ۱۹۵۰ است که بر پایهٔ رمانی به همین نام از ژان کوکتو و به سفارش خود او ساخته شد. از بازیگران آن می‌توان به هلن رمی، نیکول استفان و ژان کوکتو (صدای راوی) اشاره کرد.